# Jérôme Neuville
Jérôme Neuville, född den 15 augusti 1975 i Saint-Martin-d'Hères, är en fransk tidigare bancyklist vars främsta meriter är världsmästartitlarna i madison 2001 (i par med Robert Sassone) och 2002 (med Franck Perque) samt i scratch 2006. I omnium (uthållighet) har han två europamästerskapssegrar (1996 och 1997). Han deltog i Olympiska spelen 2000, 2004 och 2008, men det blev som bäst till en fjärdeplats i lagförföljelselopp år 2000.

## Meriter
| 2000 4:a i lagförföljelselopp 2004 7:a i lagförföljelselopp 2008 7:a i madison med Matthieu Ladagnous | 1997 3:a i lagförföljelselopp (med Pommereau, Gaumont och Bos) 2001 Världsmästare i madison med Robert Sassone 2002 Världsmästare i madison med Franck Perque 2006 Världsmästare i scratch |

| 1995 3:a i Omnium (uthållighet) 1996 Europamästare i Omnium (uthållighet) 1997 Europamästare i Omnium (uthållighet)                                                                                   | \| 1997 3:a i Nouméas sexdagars med Andy Flickinger 1998 3:a i Grenobles sexdagars med Carsten Wolf 2000 2:a i Grenobles sexdagars med Andy Flickinger 2001 2:a i Grenobles sexdagars med Robert Sassone \| 2002 2:a i Nouméas sexdagars med Franck Perque 2007 3:a i Grenobles sexdagars med Marco Villa 2008 3:a i Grenobles sexdagars med Alexander Aeschbach \| |
| 1997 3:a i Nouméas sexdagars med Andy Flickinger 1998 3:a i Grenobles sexdagars med Carsten Wolf 2000 2:a i Grenobles sexdagars med Andy Flickinger 2001 2:a i Grenobles sexdagars med Robert Sassone | 2002 2:a i Nouméas sexdagars med Franck Perque 2007 3:a i Grenobles sexdagars med Marco Villa 2008 3:a i Grenobles sexdagars med Alexander Aeschbach |